# Helobdella europaea
Helobdella europaea (європейська пласка п'явка) — вид п'явок роду Helobdella з підродини Haementeriinae родини Пласкі п'явки. Синонім — Helobdella papillornata.

## Опис
Загальна довжина становить 11 мм. За молекулярними характеристиками схожа на Helobdella triserialis. Голова закруглена, середня частина доволі широка, спереду дещо звужена, остаточно звужується на задньому кінці, де присутня малесенька присоска. Має 1 пару очей. Наділена 2 присосками.
Забарвлення жовтувате з малюнком з чорних цяток, що проходять 5 рядками по тілу. Найбільші цятки розташовано у середньому рядку.

## Спосіб життя
Зустрічається у річках та струмках з повільною течією і стоячих водах. Доволі добре адаптується до нового середовища. Живиться переважно водними равликами, а також олігохетами, зокрема представниками роду Tubifex, личинками комарів Chironomus. Олігохетами та личинками живляться молоді особини. Харчування відбувається 1—2 рази на день. Використовує свою передню присоску, щоб схопити здобич. Полює із засідки. Своїм хобітком проникає в отвір мушлі, всмоктуючи м'які тканини. Для споживає залишається неактивною протягом 6—24 годин. Молоді особини харчуються групами біля батьків.
Парування відбувається при досягненні розміру у 6 мм (у віці 3—4 місяці). Відкладається від 20 до 70 тендітних яєць. Кокони прикріплюються безпосередньо до черева самиці. Інкубаційний період триває близько 2 тижнів. Піклуються про народжених п'явчат, які залишаються прикріпленими до самиці протягом 3 тижнів. Через 2 місяці стають самостійними й залишають матір.

## Розповсюдження
Поширена в Північній Америці (вважається місцем походження цієї п'явки), Європі, Австралії, Нової Зеландії, Південній Африці, на Гавайських островах, США (штат Каліфорнія) та Тайвані. Є інвазійним видом, що поступово поширюється новими континентами.